# Begonia elmeri
Espèce
Synonymes
- Begonia peltata Elmer[1]

Begonia elmeri est une espèce de plantes de la famille des Begoniaceae.
L'espèce fait partie de la section Diploclinium.
Elle a été décrite en 1918 par Elmer Drew Merrill (1876-1956).

## Répartition géographique
Cette espèce est originaire du pays suivant : Philippines.